# Nationaal park Lençóis Maranhenses
De Lençóis Maranhenses (beddenlaken van Maranhão) zijn een uitgestrekt duingebied in het noorden van Brazilië. Ze liggen aan de kust van de deelstaat Maranhão.
Een gebied van 1550 km² werd op 2 juni 1981 tot nationaal park verklaard. De vaste en wandelende duinen strekken zich uit tot 40 km in het binnenland, waarmee ze ondanks de relatief hoge neerslag van ongeveer 1500 mm het enige woestijnachtige landschap van Brazilië vormen. De temperaturen liggen tussen 16 °C en 36 °C. De wind is vaak sterk.
Vertrekpunt van tochten in het nationale park is Barreirinhas. Andere delen horen bij de gemeenten Humberto de Campos, Santo Amaro do Maranhão en Primeira Cruz, die alle deel uitmaken van de microregio Lençóis Maranhenses.
Er zijn enige lagunes in het gebied. Hun waterstand is afhankelijk van de regen. Na langere droogte zijn vele lagunes geheel uitgedroogd; Lagoa do Peixe en Lagoa Bonita bevatten echter altijd water.
Met een langzaam lijnschip of een boottaxi kan men van Barreirinhas langs de kust naar Caburé en Atins varen. Caburé ligt op een landtong tussen rivier en zee en bestaat slechts uit een handvol pensions. Atins is een klein plaatsje vanwaar men de Lençóis in kan wandelen. Vanuit de nabije vuurtoren heeft men een indrukwekkend uitzicht. Van Caburé kan men met een jeep door de Pequenos Lençóis naar Paulino Neves of Tutóia rijden.
Het nationaal park Lençóis Maranhenses werd in 2024 erkend als UNESCO Werelderfgoed tijdens de 46e sessie van de Commissie voor het Werelderfgoed.